# Elizabeth Liones (personaje de Nanatsu no Taizai)
Elizabeth Liones (エリザベス·リオネス, Erizabesu · Rionesu ) es un personaje ficticio y una de las principales protagonistas del manga y anime Nanatsu no Taizai creado por Nakaba Suzuki. Es la tercera princesa del Reino de Liones y la reencarnación actual de la Diosa Elizabeth. Es la protagonista femenina de la serie y trabaja de camarera en el bar de Meliodas, el Sombrero de Jabalí cuando se une a Meliodas en su viaje para encontrar a los Siete Pecados Capitales. Zaneri  menciona que Elizabeth es, de hecho, la reencarnación de la amante pasada de Meliodas, Liz, que murió 16 años antes del comienzo de la historia; y más tarde revelado por Zeldris, es la actual de muchas reencarnaciones de la Diosa Elizabeth, la amante de Meliodas hace 3.000 años. Actualmente es la reina del Reino de Liones. Es confirmado de que por derecho es la esposa de Meliodas y madre de su hijo Tristán, según el manga al retiro de su padre adoptivo Elizabeth es la reina de Liones, Elizabeth también conocida como la sangrienta Eli en el Reino demoníaco, Elizabeth Liones.

## Descripción
Es la  tercera princesa del reino de Liones, es la mujer que sepropone a encontrar y reunir a los pecados para salvar a su reino. Una chica amable, bondadosa, sensible aunque algo torpe y bastante tímida e insegura en algunas ocasiones. Desde que conoce a Meliodas en el Boar's Hat, ella confía plenamente en él y hace todo lo posible por ayudarlo y a los pecados aunque a veces significa poner en peligro su propia vida y bienestar, a pesar de que Elisabeth quiere a Meliodas. Su amistad con Meliodas es bastante peculiar ya que ella es constantemente acosada sexualmente a nivel físico por el, primero, sin recibir ningún tipo de límite o reprimienda, puesto que Elizabeth se siente muy alegre y nostálgica cuando esta a su lado. No sería sino más adelante cuando Elizabeth poco a poco descubre al verdadero Meliodas.